# Dan Barker
Daniel Edwin Barker (narozen 25. června 1949) je americký ateistický aktivista a hudebník, který 19 let působil jako evangelikální křesťanský kazatel a skladatel, ale v roce 1984 křesťanství opustil. Spolu se svou ženou Annie Laurie Gaylorovou jsou současnými spolupředsedy Freedom From Religion Foundation a je autorem řady článků pro americké volnomyšlenkářské noviny Freethought Today.

Je autorem několika knih. o ateismu a členem kanceláře řečníků organizace Secular Student Alliance.

## Biografie
Je členem indiánského kmene Lenapů (Delavarové) a v roce 1991 vydal knihu Paradise Remembered, sbírku příběhů svého dědečka, který byl lenapským chlapcem na indiánském území.
Barker vystudoval náboženství na Azusa Pacific University v Kalifornii a roku 1975 byl vysvěcen na duchovního v kalifornské církvi Standard Community Church. Sloužil jako pomocný pastor v několika církvích – v kvakerské Religious Society of Friends (Náboženská společnost přátel), v církvi Assemblies of God fellowship (Společenství Shromáždění Páně) a v nezávislé charismatické církvi. Je pianista, dostává honoráře za své populární dětské křesťanské muzikály Mary Had a Little Lamb (Marie měla malé jehňátko) (1977) a His Fleece Was White as Snow (Jeho rouno bylo bílé jako sníh) (1978), které vydalo nakladatelství Manna Music.
Barker je členem řady společností sdužujících lidi s vysokým IQ, včetně Prometheus Society (která je podobná organizaci Mensa International, ale má mnohem přísnější podmínky pro přijetí).

### Ateismus
V roce 1984 oznámil svým přátelům, rodině a církevním solupracovníkům, že se stal ateistou.

Později téhož roku vystoupil v pořadu AM Chicago (moderovaném Oprah Winfreyovou) v pořadu o „zbavení se návyku na náboženství.“ V tomto pořadu se seznámil s Annie Laurie Gaylorovou, ateistkou a sekularistkou.

O šest měsíců později spolu začali chodit a v roce 1987 se vzali. Mají spolu dceru Sabrinu Delatu.

## Freedom From Religion Foundation

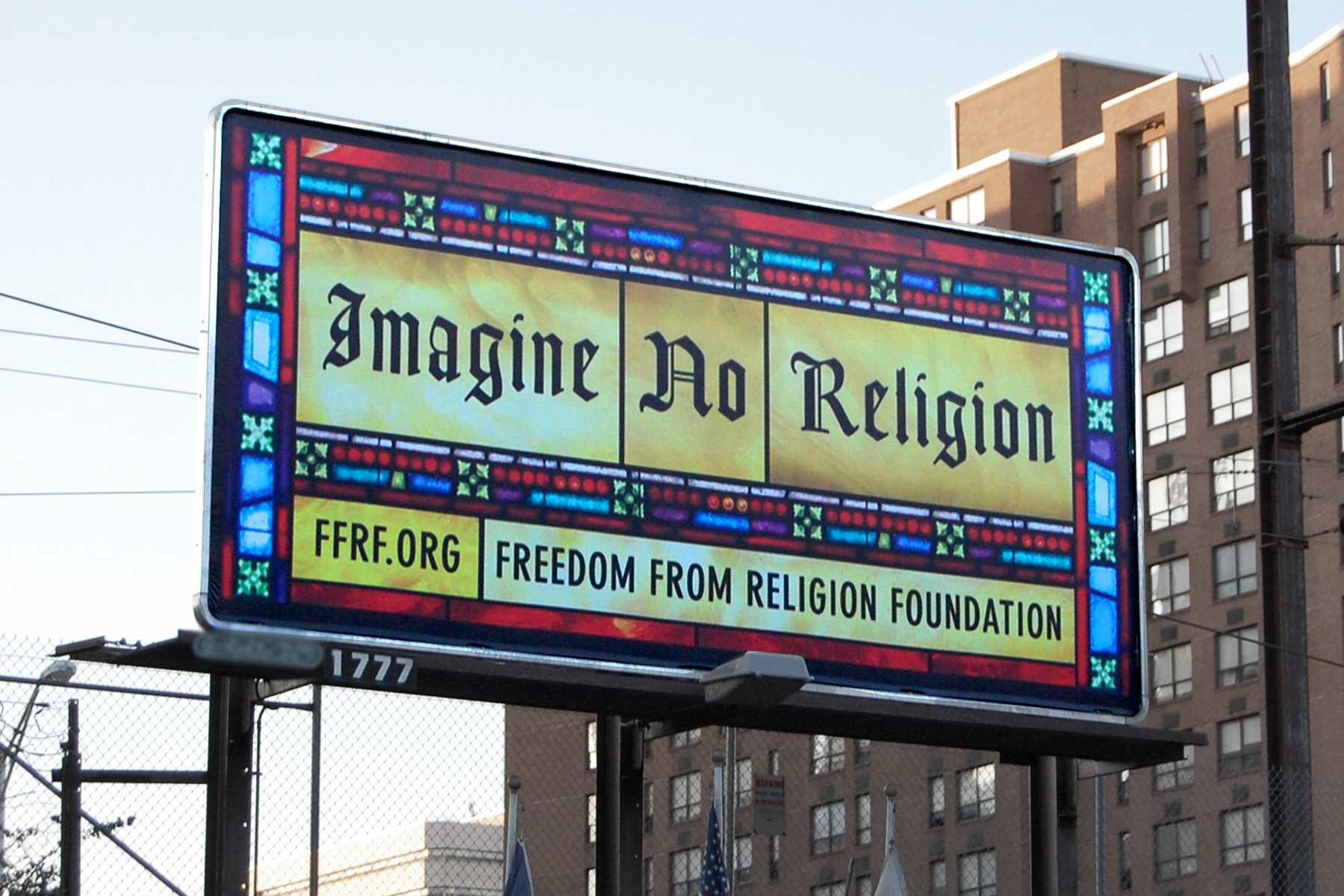
Billboard FFRF Nadace na rušné 2. ulici v Harrisburgu v Pensylvánii.

V současné době je spolu se svou ženou Annie Laurie Gaylorovou spolupředsedou americké volnomyšlenkářské organizace Freedom From Religion Foundation (FFRF) (Nadace pro svobodu od náboženství), která prosazuje odluku církve od státu a podporuje skupiny, jako jsou studenti bez vyznání a duchovní, kteří chtějí opustit svou víru.
Barker je spolumoderátorem rozhlasového pořadu Freethought Radio, který se vysílá v Madisonu ve Wisconsinu a je určen ateistům, agnostikům a dalším volnomyšlenkářům, a který začal vysílat v roce 2006. V rámci pořadu byly pořízeny rozhovory s Richardem Dawkinsem, Samem Harrisem, Stevenem Pinkerem, Christopherem Hitchensem, Philipem Pullmanem, Danielem C. Dennettem, Julií Sweeneyovou a Michaelem Newdowem.

## Vystoupení v médiích
Barker vystoupil v desítkách celostátních televizních a rozhlasových pořadů, kde diskutoval o otázkách souvisejících s ateismem a odlukou státu od církve. Diskutoval o betlémech na státních pozemcích, o kampani proti poštovní známce s Matkou Terezou, o modlitbách ve veřejných školách a vystoupil v pořadech Oprah Winfreyové, The O'Reilly Factor, Tuckera Carlsona, Laury Ingrahamové, Phila Donahuea, Hannityho & Colmese, Mauryho Poviche, Good Morning America, Sally Jessy Raphaelové a Toma Leykise, jakož i v mnoha mezinárodních televizních a rozhlasových pořadech.
Byl uveden v článku New York Times o nárůstu ateismu v jižních státech, přednášel o své vlastní "dekonverzi" po celých Spojených státech a zúčastnil se více než 125 debat po celé zemi.
Barker a jeho manželka moderují týdenní hodinový rozhlasový pořad Freethought Radio. Vysílá se na několika stanicích na Středozápadě a je dostupný prostřednictvím podcastu.

## Dílo

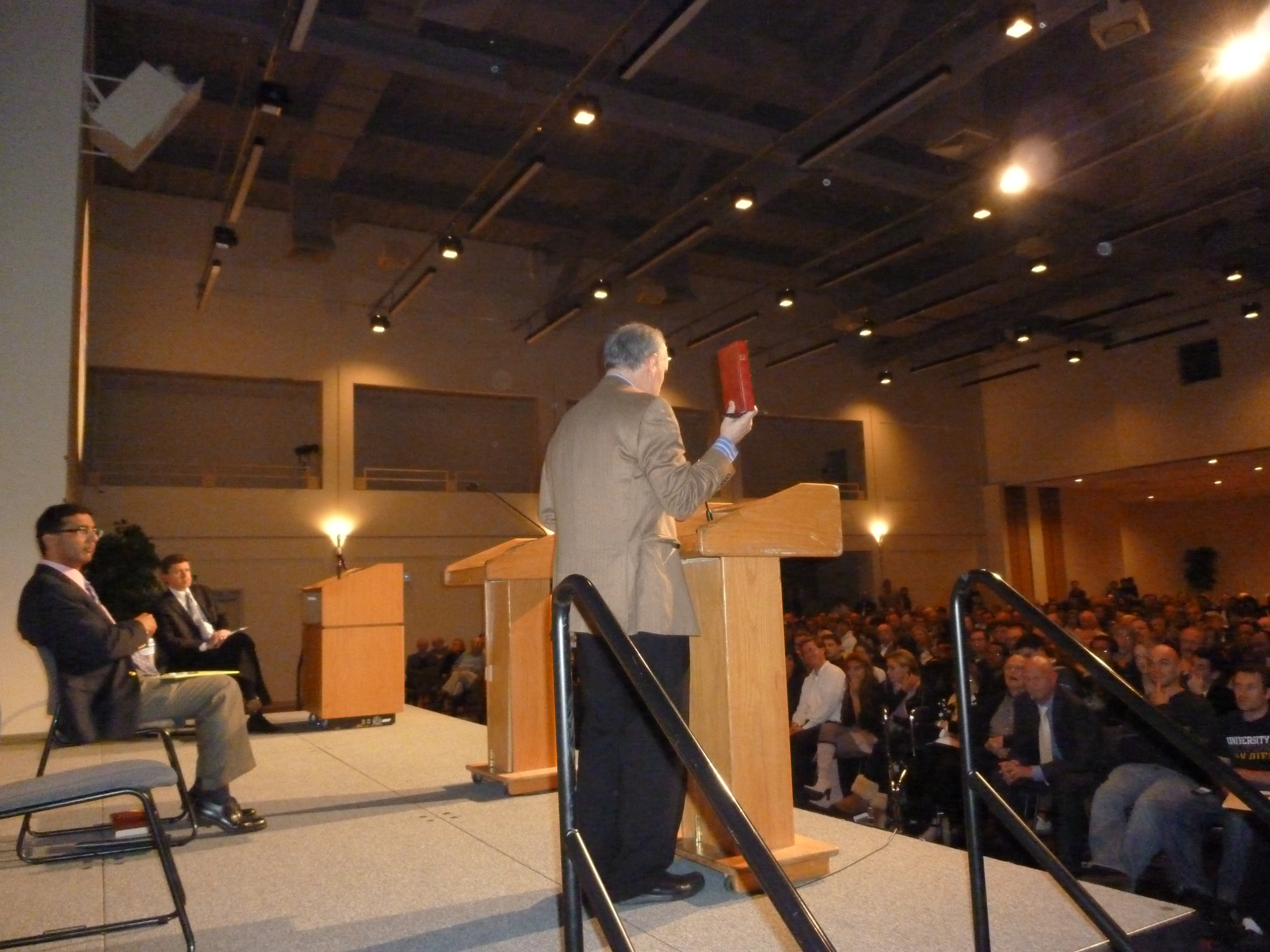
Dan Barker (vpravo) s Biblí v ruce debatuje s Dineshem D'Souzou.

### Muzikály
- Mary Had a Little Lamb (Manna Music 1977)
- His Fleece Was White as Snow (Manna Music 1978)

### Knihy
- (1990) Maybe Yes, Maybe No: A Guide for Young Skeptics. Prometheus Books. ISBN 978-0879756079.
- (1992) Maybe Right, Maybe Wrong: A Guide for Young Thinkers. Prometheus Books. ISBN 978-0879757311.
- (1992) Losing Faith in Faith: From Preacher to Atheist. Madison, WI: Freedom From Religion Foundation. ISBN 978-1877733130.
- (2002) Just Pretend. Freedom From Religion Foundation. ISBN 978-1877733055.
- (2008) Godless: How an Evangelical Preacher Became One of America's Leading Atheists. Ulysses Press. ISBN 978-1569756775.
- (2011) The Good Atheist: Living a Purpose-Filled Life Without God. Ulysses Press. ISBN 978-1569758465.
- (2015) Life Driven Purpose: How an Atheist Finds Meaning. Pitchstone Publishing. ISBN 978-1939578211.
- (2016) God: The Most Unpleasant Character in All Fiction. Sterling. ISBN 978-1454918325.
- (2018) Free Will Explained: How Science and Philosophy Converge To Create a Beautiful Illusion. Sterling. ISBN 978-1454927358.

### Hudební nahrávky
- Night at Nakoma (2008, piano solo)
- Friendly Neighborhood Atheist (2002, FFRF album)
- Beware of Dogma (2004, FFRF album)
- Adrift On A Star (2013, FFRF album)